# Kurt
Kurt er et drengenavn, der kommer fra tysk Konrad (12.århundrede), som betyder "dristigt råd". Det var tidligere et meget almindeligt navn, men inden for de seneste 20-30 år har det mistet populariteten. Omkring 16.340 danskere bærer navnet eller en af varianterne som fornavn ifølge Danmarks Statistik.
Varianterne omfatter foruden Konrad Kurth, Kurd, Conrad, Curd og Curt. Navnet forekommer også som efternavn.
12. november er svensk navnedag for Kurt og Konrad, mens 26. november er dansk navnedag for Conradus.

## Kendte personer med navnet

### Fornavn
- Konrad 1., Konrad 2., Konrad 3. og Konrad 4., fire frankiske konger i det tysk-romerske rige.
- Konrad Adenauer, tysk forbundskansler.
- Conrad Bjerre-Christensen, dansk tv-kok.
- Kurt Carlsen, dansk skibskaptajn.
- Kurt Cobain, amerikansk musiker fra Nirvana
- Kurt Gödel, østrigsk matematiker og logiker.
- Curt Hansen, dansk skakspiller.
- Curd Jürgens, tysk skuespiller.
- Kurt Georg Kiesinger, tysk forbundskansler.
- Conrad Nielsen, dansk brygger.
- Kurt Børge Nikolaj Nielsen, dansk fodboldspiller og træner.
- Kurt Nielsen, dansk tennisspiller og tv-kommentator.
- Kurt Ravn, dansk skuespiller og sanger.
- Wilhelm Conrad Röntgen, tysk fysiker.
- Kurt Strand, dansk journalist.
- Kurt Thorsen, dansk byggematador.
- Kurt Trampedach, dansk kunstner.
- Kurt Vonnegut, amerikansk forfatter.
- Kurt Waldheim, tysk diplomat og politiker.
- Kurt Weill, tysk komponist.
- Konrad Zuse, tysk ingeniør og computerpioner.

### Efternavn
- Joseph Conrad, ukrainsk-født engelsk forfatter.
- Hans Kurt, dansk skuespiller og sanger.
- Jeppe Curth, dansk fodboldspiller.

## Navnet anvendt i fiktion
- Kurt Wallander er hovedpersonen i en romanserie af Henning Mankell.
- Kurt Dunder er titelfiguren i en række tegneserier af Frank Madsen.
- Kurt og Valde er titlen på en dansk film fra 1983 instrueret af Hans Kristensen.